# NGC 7183
NGC 7183 (również PGC 67892) – galaktyka spiralna (S0-a), znajdująca się w gwiazdozbiorze Wodnika. Odkrył ją William Herschel 23 września 1786 roku.
W galaktyce tej zaobserwowano supernową SN 2013gh.